# Purpursolhat
Purpursolhat (Echinacea) er en slægt, som er udbredt i Nordamerika, hvor der findes ca. 10 arter. Det er opretvoksende stauder med grove, ægformede blade og endestillede skærne af røde eller lyserøde randkroner og brunlige skivekroner. Frøene er olieholdige nødder. Her omtales kun de arter, som dyrkes i Danmark.
| Arter |

- Bleg purpursolhat (Echinacea pallida)
- Havepurpursolhat (Echinacea purpurea)
- Smalbladet purpursolhat (Echinacea angustifolia)